# 田辺義明
田辺 義明（たなべ よしあき、1955年 - ）は、静岡県出身の産業社会学者。中国と周辺アジアを研究フィールドとする。また航空軍事評論家でもある。

## 学歴・指導者
1980年立教大学大学院社会学研究科博士課程前期課程修了（社会学修士）。1997年中国社会科学院研究生院（大学院、北京）科目履修生。2004年関東学院大学大学院文学研究科博士課程後期課程中退。
立教大学大学院での指導教授は産業社会学者・医療社会学者の杉政孝（立教大学名誉教授）であった。杉政孝はライト・ミルズ著『ホワイトカラー』東京創元社の訳者として知られる。また理論研究ではエスノメソドロジー（主観主義的社会学）を社会哲学者の下田直春（立教大学教授）から伝授され（田辺共訳書シクレル『社会学の方法と測定』新泉社）、また「批判的摂取」の精神を教え込まれたという。また下田の学位論文の後記に言及がある。
「現代中国論・アジア論」に研究テーマを広げた際には、特殊法人アジア経済研究所研究員の加々美光行（のち愛知大学現代中国学部長、2015年3月勇退）の指導を受けた。
東京大学名誉教授の庄司興吉は主宰する「世界社会研究会」の座員として、田辺を「準指導学生」と呼んでいたことがある。

## 教務歴（前期）
立教大学社会学部副手。立教大学産業関係研究所（所長：西山千明、近代経済学）専任助手。立教大学社会学部兼任講師。二松學舍大学文学部非常勤講師、文部省大学教員組織審査を経て、二松學舍大学に新設の国際政治経済学部講師を兼任。ほか（私立）看護学校非常勤講師。（国立）工業高等専門学校（文部教官）助教授を歴任。

## 研究歴
アジア経済研究所調査研究部委員。社団法人中国研究所所員のち理事。上智大学国際関係研究所（所長：鶴見和子）研究委員、成蹊大学アジア太平洋研究センター（所長：宇野重昭）研究委員。のち立教大学産業関係研究所（所長：笠原清志）学術研究員の身分にて、中国社会科学院（中国社会科学アカデミー、北京）社会学研究所（当時所長：陸学藝）訪問研究員（1997年8月 - 98年7月）。科研費研究は東京大学、中央大学、文教大学にて参加しており（研究協力者）、武川正吾（東京大学教授）、町村敬志（一橋大学教授）、宮本太郎（中央大学教授）らと親交があるとされる。上智大学国際関係研究所および成蹊大学アジア太平洋研究センターでは通称「日中小城鎮研究会」において清成忠男（のち法政大学総長）、毛里和子（のち早稲田大学名誉教授）らと研究委員を務めている。なお慶應義塾大学の塾内研究にも参加し、親しい交友関係のあった藤田弘夫（慶應義塾大学教授）を09年10月に病気で失っている。なおアジア経済研究所では、研究委員会とは別に加々美光行（現在、愛知大学教授）の主宰する「文化大革命研究会」に所属していた。同研究会の代表は市井三郎であった（田辺についてはこの研究会の刊行物の前書きに記載がある。同研究会には毛里和子、毎日新聞社編集委員の辻康吾らも参加していた）。NPO法人日中環境経済センター学術アドバイザー、これは同NPOの代表である静岡県議会議員の天野一（あまのはじめ）らに請われたものという。

## 教務歴（中期以降）
2001年静岡大学共通教養教育（静岡キャンパス：人文学部、教育学部、理学部、農学部）兼任教官。2003年文教大学国際学部「途上国と都市」研究室主任（中国人助教授の健康問題に伴う「後任」人事だが、同助教授の在留資格喪失をおそれる復職希望により、田辺は自ら退職したが大学側とは、口頭を含めて公式・非公式のやり取りはなかったとされる）。

## 研究業績
社会学者としては『中国社会の構成原理』（新泉社、1999）の単著があるほか、有斐閣『新社会学辞典』（1993）の執筆者でもある（中国関係の人名項目を全て担当）。それ以前には、庄司興吉（東京大学）編著による『世界社会の構造と動態』（法政大学出版局、1986）のプロジェクトに参加しており、学術論文は極めて多数に上る。中国とその周辺地域を研究フィールドとしており、戦後の日本「社会学」界における中国研究の草分け的存在である（庄司興吉編著『世界社会の構造と動態』における田辺義明の論文「現代中国の社会構造―社会学的接近の試み」は、戦後日本社会学界における「中国社会論」の嚆矢と言える）。
田辺義明による解放後の中国社会における階級分析は、その後の中国社会研究者に多くの影響を及ぼした。「“単位”主義社会」、「労働者と農民の身分格差」などの概念は専ら、田辺義明の論文と著書で日本の社会学界に持ち込まれた（以上は『世界社会の構造と動態』より）。
戦前の日本社会学界における研究を引き継いで中国を「農村社会」と規定することに田辺は肯定的ではない。あくまでも中国を「産業社会」として分析する枠組みを取っており、田辺自身も「ノスタルジックな中国農村研究」という表現をしている。また単著では「バラマキ的調査」として、調査紙配布によるアンケート式研究手法にも否定的である。これについて田辺は「ライト・ミルズの言う『社会学的想像力（Sociological Imaginations）』が必要」という表現を援用している。その辺りにライト・ミルズ紹介者としての杉政孝の影響を見て取れる（以上は独立単著『中国社会の構成原理』より）。
また中国の航空・鉄道・艦船など交通・軍事に造詣が深く、2007年（平成19年）11月号から月刊『航空ファン』（文林堂）に「最新・中国航空・軍事トピック」を現在も連載中で13年を超える。中国人民解放軍空軍（海軍・陸軍の航空兵を含む。民間の）研究者として中国空軍の「権威」と言える。従来、内部情報とされていた部隊配置や建造中といわれた航空母艦の状況などを明らかにしている。2009年6月29日『静岡新聞』朝刊、22面に三木卓（芥川賞作家、本名：冨田三樹）が田辺義明の紹介記事(田辺を親戚の「本家筋」とする)を書き特筆に値いする。『航空ファン』2010年11月号には「新装なった中国航空博物館を訪ねて」、「再見！殲６・J-6戦闘機」と連載記事の併せて論稿3編を担当している。そこで本人は「“ミグもどき”に憑かれたオヤジ」と自嘲している。また『航空ファン (雑誌)』2011年2月号には「中国の主力戦闘機-殲10と殲11の実力」、「珠海航空ショー“参戦記”」と連載記事の「最新・中国航空・軍事トピック」の論稿3編を併せて発表している。さらに『航空ファン (雑誌)』2011年3月号・4月号では中国のステルス戦闘機「殲20・J-20」の解説を行なっている。また同誌2011年11月号「識者に聞く！」では、同年8月10日大連港（遼寧省）から試験航海に出た中国海軍「遼寧 (空母)」（ロシア旧ワリャーク）についても論じている（青木謙知、能勢伸之ら評論家・ジャーナリストの4名が解説）。中国の艦上戦闘機である殲15・J-15についての解説も『航空ファン』2012年1月号で行なわれている。最近では、イカロス出版の『JWings』などにも執筆している。
『世界の傑作機No.151、MiG-19ファーマー』（文林堂）では、中国版MiG-19として「殲6・J-6、強5・Q-5」（62~73頁）を担当している。とくに強5攻撃機については我が国で初の研究的論稿である。『航空ファン』2013年12月号では、中国単独取材も敢行している。なお航空評論家の青木謙知とは立教大学社会学部産業関係学科（同学科は改組により現存せず）でほぼ同年代の出身である。またイカロス出版JWings2017年7月号にも専門家として、意見を求められている。